# Djupan
Djupan är en sjö i Sollentuna kommun i Uppland som ingår i Åkerström-Norrströms kustområde. Sjön är 2 meter djup, har en yta på 0,05 kvadratkilometer och befinner sig 17 meter över havet.
Djupan ligger i västra delen av kommunen ute på Järvafältet i Östra Järvafältets naturreservat. Sjön är näst intill helt igenväxt, där det växer mängder med vass och kaveldun. Restaurering försvåras av risk för blindgångare. Runt sjön finns ett rikt djurliv med älg, rådjur och en mängd fåglar såsom järpe, duvhök, bivråk, mindre hackspett, törnskata och göktyta. Sjöns avrinning åt söder torde via dagvattenledningar ansluta till Igelbäcken.